# Delmar (Delaware)
Delmar és una població del Comtat de Sussex a l'estat de Delaware (Estats Units d'Amèrica).

## Demografia
Segons el cens del 2000, Delmar tenia 1.407 habitants, 542 habitatges, i 344 famílies. La densitat de població era de 577,9 habitants per km².
Dels 542 habitatges en un 33,6% hi vivien nens de menys de 18 anys, en un 42,8% hi vivien parelles casades, en un 17,9% dones solteres, i en un 36,5% no eren unitats familiars. En el 33% dels habitatges hi vivien persones soles el 20,3% de les quals corresponia a persones de 65 anys o més que vivien soles. El nombre mitjà de persones vivint en cada habitatge era de 2,41 i el nombre mitjà de persones que vivien en cada família era de 3,04.
Per edats la població es repartia de la següent manera: un 26,6% tenia menys de 18 anys, un 7,1% entre 18 i 24, un 26% entre 25 i 44, un 19% de 45 a 60 i un 21,3% 65 anys o més.
L'edat mediana era de 37 anys. Per cada 100 dones de 18 o més anys hi havia 71,3 homes.
La renda mediana per habitatge era de 26.818 $ i la renda mediana per família de 35.521 $. Els homes tenien una renda mediana de 26.250 $ mentre que les dones 22.188 $. La renda per capita de la població era de 15.060 $. Aproximadament el 9,1% de les famílies i el 13,3% de la població estaven per davall del llindar de pobresa.

## Poblacions properes
El següent diagrama mostra les poblacions més properes.